# Yaxing
Yaxing (chinesisch 雅星鎮 / 雅星镇, Pinyin Yǎxīng Zhèn) ist eine Großgemeinde im Südwesten der bezirksfreien Stadt Danzhou der chinesischen Provinz Hainan. Sie hat eine Fläche von 776,96 km² und ist damit die größte Gemeinde von Danzhou. 2018 hatte Yaxing 85.000 Einwohner, die Mehrzahl davon Han-Chinesen, aber auch Li (die Nachkommen der ersten vietnamesischen Siedler auf Hainan)
und Zhuang. Von den 31.000 ha unbebauter Fläche der Großgemeinde sind rund 15.000 ha Wald (davon 13.000 ha Kautschukplantagen) und 3670 ha Ackerland, davon 1530 ha Zuckerrohr. Daneben werden in Yaxing auch Reis und Maniok in größerem Maßstab angebaut.
Östlich des Dorfes Fuke befindet sich die Höhenforschungsabteilung Hainan des Nationalen Zentrums für Weltraumwissenschaften der Chinesischen Akademie der Wissenschaften.

## Geschichte
In der Qing-Dynastie (1644–1911) begann man das Gebiet des heutigen Yaxing zu erschließen. Aufgrund der damals noch schlechten Verkehrsanbindung blieb die Gegend jedoch nur dünn besiedelt. Erst nach dem Ende des 2. Weltkriegs siedelten sich dort mehr Menschen an, und es wurde die Gemeinde Yaxing, also „Vornehmer Stern“ gegründet. Nach der Eroberung Hainans durch die Volksbefreiungsarmee im Jahr 1950 war Yaxing zunächst noch eine Gemeinde (乡). 1958 wurde die Gemeinde mit der staatlichen VBA-Farm zur VBA-Volkskommune (八一人民公社) vereinigt, ein Jahr später dann jedoch wieder abgespalten und die Volkskommune Yaxing gegründet. 1983 wurde die Volkskommune aufgelöst und zunächst als Stadtbezirk Danzhou zugeteilt. 1986 wurde Yaxing dann zur Großgemeinde hochgestuft.
Im August 2002 wurde Yaxing mit der damaligen Großgemeinde Fuke vereinigt, wodurch seine Fläche von 170 km² auf 557,56 km² und die Bevölkerung von 8000 auf 50.000 anwuchs.
2017 wurden dann acht ehemalige Staatsfarmen der Gemeindeverwaltung unterstellt, was eine weitere Vergrößerung der Fläche auf 776,96 km² und der Einwohnerzahl auf 85.000 bedeutete.
Bis zu jenem Zeitpunkt stellten die Li mit 60 % die Mehrheit der Bevölkerung in der Großgemeinde, danach die Han-Chinesen.

## Administrative Gliederung
Yaxing setzt sich aus zwei städtischen Einwohnergemeinschaften, den acht Einwohnergemeinschaften der ehemaligen Staatsfarmen und 20 Verwaltungsdörfern zusammen.
Diese sind:
| Einwohnergemeinschaft Fujie (富街社区); Einwohnergemeinschaft Yaxing (雅星社区), Regierungssitz der Großgemeinde; Einwohnergemeinschaft Bayi (八一居); Einwohnergemeinschaft Changling (长岭居); Einwohnergemeinschaft Chunjiang (春江居); Einwohnergemeinschaft Dongshan (东山居); Einwohnergemeinschaft Gongkuang (工矿居); Einwohnergemeinschaft Hongling (红岭居); Einwohnergemeinschaft Jinchuan (金川居); Einwohnergemeinschaft Yingdao (英岛居); | Dorf Baiyutang (白鱼塘村); Dorf Dajiang (大讲村); Dorf Dagou (大沟村); Dorf Feiba (飞巴村); Dorf Fuke (富克村); Dorf Fureng (富仍村); Dorf Heluo (合罗村); Dorf Hesheng (和盛村); Dorf Lehe (乐贺村); Dorf Leman (乐满村); | Dorf Miaotuo (庙陀村); Dorf Qirong (栖榕村); Dorf Tiantou (田头村); Dorf Tiaoda (调打村); Dorf Tuoma (陀骂村); Dorf Wenfeng (文丰村); Dorf Wenshan (文山村); Dorf Xinlong (新隆村); Dorf Xinrang der Li (新让黎族村); Dorf Yaxing der Li (雅星黎族村). |

## Steinblumenhöhle
1998 entdeckten Arbeiter der VBA-Farm beim Abbau von Kalkstein etwa 3 km östlich von Yaxing eine tief in den Yingdao-Berg hineinreichende Höhle. Im folgenden Jahr untersuchten Höhlenforscher der Chinesischen Geologischen Gesellschaft die Höhle und kamen zu dem Ergebnis, dass der sich insgesamt fünf Kilometer durch den Berg windende Tunnel vor etwa 1,4 Millionen Jahren aus dem Fels gewaschen worden war. Die ersten zwei Kilometer können trockenen Fußes betreten werden, der tiefer im Berg liegende Teil kann mit Booten befahren werden; die Wassertiefe beträgt meist 5–7 m, an der tiefsten Stelle 17 m. Hiervon sind 550 m im vorderen Teil und 350 m auf dem Wasser für Touristen zugänglich. Neben den üblichen Tropfsteinformationen wie Stalaktiten und Stalagmiten gibt es dort auch sogenannte „Steinblumen“ aus Calcit, weswegen die Höhle auf Vorschlag der Geologen „Steinblumenhöhle“ (石花水洞, Pinyin Shíhuā Shuǐdòng) genannt wurde.

## Verkehrsanbindung
Yaxing ist durch die Nationalstraße 225, die am südlichen Stadtrand vorbeiführt, direkt mit der Provinzhauptstadt Haikou sowie Sanya im Süden der Insel verbunden. Fuke, das zweite Zentrum der Großgemeinde, liegt an der Hainan-Ringautobahn.